# Marko Jarić
Marko Jarić (kyrillisch Марко Јарић; * 12. Oktober 1978 in Belgrad, Jugoslawien) ist ein ehemaliger serbischer Basketballspieler.
Er spielte zuletzt bei Montepaschi Siena in der Lega Basket Serie A. Zuvor war Jarić einige Jahre in der NBA bei den Los Angeles Clippers, Minnesota Timberwolves und Memphis Grizzlies aktiv. Während seiner siebenjährigen NBA-Karriere erzielte er 7,1 Punkte und 3,6 Assists pro Spiel.
Er ist der Sohn von Srećko Jarić. Jarić besitzt auch die griechische Staatsangehörigkeit.
Seit dem 14. Februar 2009 war er mit dem brasilianischen Topmodel Adriana Lima verheiratet. Am 15. November 2009 wurde er Vater einer Tochter; im September 2012 kam die zweite Tochter zur Welt. Im Mai 2014 trennten sich Lima und Jarić; ihre Ehe wurde im März 2016 in New York City geschieden.

## Nationalmannschaft
Sein Debüt in der Nationalmannschaft gab Marko Jarić bei der Weltmeisterschaft 1998 in Athen, als er mit der U-22 Weltmeister wurde. Bei der Europameisterschaft 2001 in der Türkei holten sie den EM-Titel. Bei der Weltmeisterschaft 2002 in Indianapolis holte Jarić den Weltmeistertitel mit der Nationalmannschaft unter dem serbischen Trainer Svetislav Pesić. Bei der EM 2005 im eigenen Land scheiterten sie im Viertelfinale an Frankreich mit 71:74.
Weltmeisterschaft:
- Gold – 2002

Europameisterschaft:
- Gold – 2001

## Vereine
Seine Karriere begann er beim KK Radnički Belgrad. Er wechselte 1996 nach Griechenland und ging zum Erstligisten Peristeri Athen, wo er zwei Spielzeiten absolvierte und die griechische Staatsbürgerschaft annahm. In einem Interview gab Jaric an, dass er sehr dankbar für die Chance war, die griechische Staatsbürgerschaft zu erhalten und dies auch nie bereut hätte, da sich dadurch sein gesamtes Leben gebessert hätte. 2002 wechselte er in die National Basketball Association (NBA) zu den Los Angeles Clippers. 3 Jahre verbrachte er bei den Clippers, bis er dann am 12. August 2005 zusammen mit Lionel Chalmers an die Minnesota Timberwolves im Tausch gegen Sam Cassell und einen Erstrunden-Draft-Pick abgegeben wurde. Nach drei Spielzeiten bei den Timberwolves und einer bei den Memphis Grizzlies, wechselte Jarić im Dezember 2009 zurück nach Europa, zum spanischen Rekordmeister Real Madrid, wo er einen Vertrag bis Sommer 2010 unterschrieb. Im Januar 2011 verpflichtete ihn der italienische Verein Montepaschi Siena.